# Elevhemslagen
Elevhemslagen eller Lag (1965:136) om elevhem för vissa rörelsehindrade barn m.fl. var en lag i Sverige som trädde i kraft 26 maj 1965 och var första steget mot en integrering av elever med fysiska handikapp in i det svenska samhället. Lagen innehöll sju paragrafer som bland annat sade att fysiskt handikappade barn hade rätt till inackordering i ett särskilt elevhem om detta krävdes för att fullfölja skolgången. Även barn som inte ännu hade börjat skolan, men var beroende av vård på grund av sina funktionsnedsättningar hade rätt till en liknande placering. Alla elever vid elevhemmen hade rätt till vård samt skola eller förskola.
Det var landstingen om ansvarade för elevhemmen och de var således tvungna att i den egna kommunen eller i samrådan med en grannkommun ordna ett elevhem. Lagen förbjöd dessutom landstingen att ta ut avgifter för placeringen i elevboendet, utan det var landstingen som skulle stå för den kostnaden.
Lagen upphävdes, tillsammans med bland annat Omsorgslagen,  1 januari 1994 i och med lag (1993:387) om stöd och service till vissa funktionshindrade.